# 642
642 foi um ano comum do século VII que teve início e término numa terça-feira, segundo o Calendário Juliano. A sua letra dominical foi F. Segundo o horóscopo chinês, foi o ano do Tigre.
| Ano completo                       |
| ---------------------------------- |
| Ano comum com início à terça-feira |

## Eventos
- 24 de Novembro - É eleito o Papa Teodoro I
- Alexandria é tomada pelos árabes

## Mortes
- 12 de Outubro - Papa João IV